# Поляки у Великій Британії
Поляки у Великій Британії (англ. Polish British) — поляки, що мігрували до Великої Британії, або є їхніми нащадками. Більшість польських мігрантів прибули до Великої Британії після розширення Європейського Союзу у 2004 році. Під час перепису 2011 року, було нараховано 521 000 осіб польського походження. Також у Британії проживають нащадки 200 000 іммігрантів, які оселилися у Великій Британії після Другої світової війни.
Поляки — друга за чисельністю населення етнічна меншина в Британії та польська мова є другою за поширеністю мова в Англії та третя за поширеністю мова у Великій Британії після англійської та валлійської, 1% населення Великої Британії говорить польською.